# Acanthogonatus huaquen
Acanthogonatus huaquen is een spinnensoort in de taxonomische indeling van de bruine klapdeurspinnen (Nemesiidae).
Acanthogonatus huaquen werd in 1995 beschreven door Goloboff.